# 异辛酸铅
异辛酸铅，(化学式：C16H30O4Pb)，浅黄褐色粘稠状液体，不溶于水，微溶于醇，溶于甲基苯、松节油。广泛用于油漆和高级彩印行业，做催干剂，也用于润滑油添加剂。